# Faye Wong
Faye Wong (em chinês: 王菲; romaniz.: Wáng Fēi (Pinyin); Wong4 Fei1 (Jyutping); Wong Fei (Hong Kong)), nascida Xia Lin (em chinês: 夏林; romaniz.: Haa6 Lam4 (Jyutping); em Dongcheng, Beijing, China, em 8 de agosto de 1969) é uma cantora, atriz e modelo chinesa. Ela é muito popular na China continental, Taiwan, Hong Kong, Singapura, Malásia, Japão e, até certo nível, no Ocidente.
Apesar do seu carácter privado e da sua atitude distante em relação à midia, Faye Wong é uma das vocalistas femininas mais distintas na história da música chinesa, possuindo uma extensa base de fãs.
Protagonizou também vários filmes e séries de televisão, destacando-se Chungking Express, de Wong Kar-Wai, que lhe valeu o prémio de "Melhor Atriz" no Festival Internacional de Cinema de Estocolmo em 1994, e 2046, do mesmo realizador. Ela também é conhecida por ter cantado o tema do popular jogo de vídeo Final Fantasy VIII, Eyes on Me. além disso, Faye Wong já apareceu nas capas da Vogue Taiwan, Elle e Marie Claire Hong Kong e foi porta-voz de várias marcas como Motorola, Head & Shoulders e Pepsi.

## Biografia

### Infância
Faye Wong nasceu em Beijing, República Popular da China, em 1969, filha de um engenheiro de minas e de uma soprano. Inicialmente recebe o nome de solteira de sua mãe, Xia Lin (王靖雯 em chinês), pois a família Wong tinha sido perseguida durante a Revolução Cultural, mas com 15 anos, muda o seu nome para Wong Fei (王菲). Durante o secundário, Faye grava alguns álbuns amadores, com covers de sua ídola, Teresa Teng.

### De Pequim para Hong Kong e início modesto
Com 17 anos a sua família muda-se para Hong Kong e um ano depois Faye começa a trabalhar como modelo, logo mudando o seu rumo para a música. Aos 20 anos assina um contrato com a companhia discográfica Cinepoly sob o nome de Shirley Wong (王靖雯), lançando 3 álbuns nos 3 anos seguintes, intitulados Shirley Wong, Everything e You're the Only One, que alcançaram pouco sucesso. Assim, em 1991, frustrada com a direcção da sua carreira e com a falta de liberdade artística, Faye faz uma pausa e viaja para Nova Iorque, para intercâmbio cultural e aulas de canto.
Em 1992 volta para Hong Kong, lançando um álbum agora sob o nome de Faye Wong, intitulado Coming Home, que incorpora influências de R&B e que contém Fragile Woman, uma cover de uma música japonesa da cantora Miyuki Nakajima. A música tornou-se n.º1 na rádio e ganhou vários prémios, levando Faye para o estrelato de Hong Kong. Entre 1992 e 1993 ela participa ainda em duas séries de televisão japonesas, Files of Justice II (壹號皇庭II) e Legendary Ranger (原振俠).
Em 1993, Faye Wong lança dois outros álbuns: No Regrets, para o qual escreve pela primeira vez a primeira letra para uma das baladas, intitulada também No Regrets; e 100,000 Whys, com a sua primeira composição, Tempted Heart, inspirada em música tradicional chinesa.

### Estilo alternativo
A partir de 1994 os álbuns de Faye Wong começam a ter um alternativo, enriquecido por novas e inovadoras técnicas vocais. Nesse ano, Faye Wong começa a colaborar com uma das suas bandas favoritas, o grupo escocês de pós-punk Cocteau Twins. Eles compõem várias músicas do seu novo álbum Random Thoughts, que inclui também a cover da música Dreams, dos Cranberries, um dos temas do filme Chungking Express, de Wong Kar-Wai, em que a própria Faye Wong é protagonista. Este álbum inclui também duas composições da própria Faye, uma delas, Pledge, escrita em colaboração com o seu marido, Dou Wei, um rockeiro de Pequim. De facto, por volta de 1993, Faye Wong começara a colaborar com músicos do círculo de rock de Pequim, afastando-se do ambiente sumptuoso e superficial de Hong Kong. É na sequência disso que conhece e se apaixona por Dou Wei. Esta relação causou grande escândalo em Hong Kong, pois o modo de vida descontraído e até humilde do casal contrastava com o estatuto de diva que Faye tinha ganho em Hong Kong.
Para além de Random Thoughts, Faye Wong lança mais três álbuns no ano de 1994, Ingratiate Oneself, Mistery e Sky, os dois últimos em mandarim, sua língua materna. Sendo já uma artista de sucesso em Hong Kong, os álbuns em mandarim trazem Faye para as «luzes da ribalta» na China continental e em Taiwan. Apesar do seu sucesso, Faye Wong afastava-se cada vez mais da indústria de entretenimento de Hong Kong, mantendo uma relação reticente e distante com os media, dando até respostas bruscas quando lhe perguntavam sobre a sua vida pessoal.
Entre 22 de Dezembro de 1994 e 8 de Janeiro de 1995, Faye Wong dá 18 concertos no Coliseu de Hong Kong, fazendo depois uma turnê pela Ásia e pela América do Norte. Todos os concertos de Faye centram-se na sua performance vocal, não dançando e pouco falando com a audiência. Os seus concertos são ainda marcados pelo visual pouco convencional e o tour de 94-95 não foi excepção, tendo sido marcada pelas rastas, mangas extremamente longas e maquilhagem lembrando um pierrot.
Em Julho de 1995, é lançado o Decadent Sound of Faye, um álbum de covers das músicas de Teresa Teng, seu ídolo pessoal e uma das mais veneradas cantoras chinesas do século XX. Estava até planejado um dueto com a própria Teresa, mas infelizmente ela falece pouco tempo antes da gravação. Em Dezembro do mesmo ano, Faye Wong lança o seu último álbum completo em cantonês, com composições verdadeiramente inovadoras e alternativas, com uma mistura de yodelling com sonoridades da Índia e do Médio Oriente, mas que inclui também algumas baladas típicas que, ironicamente, chegam ao topo das tabelas.
1996 é o ano mais arrojado e artisticamente inovador de toda a carreira de Faye Wong devido ao lançamento de Restless, o seu último álbum com a companhia discográfica Cinepoly. Desde 1994 que Faye vinha lançando álbuns cada vez mais alternativos. Todavia, todos eles eram sempre balanceados com baladas típicas e músicas mais comerciais. Assim, Restless é o primeiro e único álbum de Faye até hoje totalmente alternativo. De um total de 10 músicas, 7 tiveram composição e letra feitas por Faye, contendo ainda duas composições dos Cocteau Twins. Para além da própria música em si, a outra inovação deste álbum é o facto de várias faixas não terem letra, mas apenas sons aleatórios cantados por Faye. Esta concepção foi ainda utilizada no dueto de Faye com os Cocteau Twins, Serpentskirt, lançado também em 1996 na versão asiática do álbum Milk and Kisses, daquele grupo.
No entanto, a resposta do público ao Restless foi menos que desejável. A maioria dos seus admiradores achou o álbum demasiado alternativo e auto-centrado. Todavia, entre os seus fãs mais hardcore, Restless foi um sucesso, tornando-se até um álbum de culto. Depois do seu lançamento, Faye Wong foi a segunda artista chinesa (depois de Gong Li) a aparecer na capa da revista TIME. Em Junho de 1996, já grávida de alguns meses, Faye Wong finalmente casa-se com Dou Wei. A 3 de Janeiro de 1997, nasce a sua primeira filha, Tong Jinwen.

### Definição de um estilo
Em Fevereiro e Maio de 1997, depois do término do contrato, a Cinepoly lança dois EP’s de Faye, Toy e Help Yourself , com oito músicas originais.
Ainda em 1997, Faye Wong assina um contrato milionário com a EMI para o lançamento de 55 músicas em 5 álbuns. A partir deste ano, os álbuns de Faye passam a ser quase exclusivamente cantados em mandarim, contendo apenas versões em cantonês de um par de músicas, de modo a agradar os seus fãs de Hong Kong.
O seu primeiro álbum sob a EMI, intitulado Faye Wong (1997), foi lançado em Setembro de 1997. Ao contrário do que era esperado, este último álbum era muito menos arrojado e mais comercial que Restless. Faye Wong (1997) é um álbum caloroso e doce, opondo-se aos álbuns ousados e auto-centrados anteriores à maternidade. Inclui uma composição original e uma cover dos Cocteau Twins e nenhuma composição nem letra de Faye.
Este álbum não vendeu muito bem em Hong Kong, mas foi um sucesso em Taiwan e na China continental, elevando ainda mais a sua fama na Ásia. Paralelamente, os repórteres notaram que Faye começou a sorrir mais em público, adoptando uma atitude menos brusca e distante.
O seu próximo álbum Scenic Tour é lançado em Outubro de 1998 e contém quatro músicas compostas por Faye, uma das quais, Tong, dedicada à sua filha e que inclui sons da própria bebé. Ainda nesse ano, Faye aparece no anúncio da Motorola, realizado por Wong Kar-Wai.
Entre o final de 1998 e o início de 1999, Faye Wong dá mais uma série de concertos na China, no Japão, em Hong Kong, em Singapura e nos EUA. Desta vez, o seu visual incluía maquilhagem imitando queimaduras faciais, penas nas sobrancelhas, o look de "chefe índio", entre outros.
Em Fevereiro de 1999, o popular jogo de vídeo Final Fantasy VIII é lançado no Japão, sendo o tema principal Eyes on Me cantado em inglês pela própria Faye. O jogo vendeu milhares de cópias por todo o mundo, dando a conhecer Faye à audiência ocidental. Para além disso, Faye Wong tornou-se a cantora chinesa com mais sucesso no Japão depois de Teresa Teng. Assim, em Março de 1999 Faye Wong dá dois concertos no Nippon Budokan, em Tóquio, tornando-se na primeira cantora chinesa a actuar naquele local.
O álbum Only Love Strangers, lançado em Setembro de 1999, é o primeiro desde 1994 sem a colaboração de Dou Wei, devido à separação do casal no primeiro semestre de 1999. O álbum contém apenas uma composição de Faye, Spectacular, utilizada para os anúncios da Pepsi-Cola, da qual Faye foi porta-voz. Para além disso, Faye tornou-se também porta-voz da empresa japonesa de telecomunicações JPhone, aparecendo em vários dos seus anúncios no Japão. Paralelamente, em Agosto 1999 Faye Wong começa a filmar 2046, de Wong Kar-Wai, um projecto que iria durar os próximos 5 anos.
Desde 1994 Faye Wong vinha experimentando sonoridades diferentes, através da "colagem" de música de vários artistas que apreciava. Todavia, a partir de 1997, ela termina esse período de experimentação para definir um estilo próprio. Apesar disso, infelizmente Faye Wong não dá continuidade à experiência de compor quase todas as músicas de um álbum, como tinha sucedido com Restless. Entre 1997 e 1998, em 3 álbuns e num total de 30 músicas, ela compõe apenas 5. Isso iria apenas mudar em 2000, com o lançamento de Fable.

### Fable: uma nova fase de experimentação
Em 2000, Faye lança a sua segunda "obra-prima", o álbum Fable, que constitui um marco na sua carreira pela sua originalidade e genialidade. O álbum é constituído por duas metades distintas: a primeira metade inclui cinco músicas compostas por Faye que apresentam uma temática única e sequência quase contínua; a segunda metade é, por sua vez, constituída por músicas menos originais e alternativas. O mérito do álbum é devido à primeira metade, grandemente inovadora para a indústria musical chinesa. As letras, escritas por Lin Xin, o letrista de Faye par excellence, apelam para a temática dos contos de fadas europeus, contendo, ao mesmo tempo, elementos budistas. Musicalmente, os arranjos mostram influências de drum & bass e electronica, conjungados com infusões de orquestra sinfónica. Fable permanece um inovador contributo para o panorama do indie chinês.
Ainda em 2000, Faye Wong torna-se porta-voz da Head & Shoulders, aparecendo nos seus anúncios, protagoniza o filme Okinawa Rendez-vous e dá vários concertos na China, Taiwan, Japão e Austrália.

### Faye WongeTo Love
Por esta altura, com 32 anos, Faye Wong forjara já uma "aliança" com o produtor e músico Zhang Yang Dong e o letrista Lin Xi, sendo os três recorrentemente denominados de "o triângulo de ferro". Todavia, devido à indisponibilidade de Zhang Yang Dong durante o ano de 2001, Faye decidiu tratar o seu último álbum com a EMI como uma experiência, colaborando com novos produtores, músicos e letristas e ver qual seriam as suas visões dela. O referido álbum, intitulado Faye Wong (2001), é lançado em Outubro de 2001 e não contém nenhuma composição ou letra escritas por Faye. A resposta do público e da crítica não foi a melhor e a própria Faye Wong admitiu não estar totalmente satisfeita com o álbum. Apesar de não ser o seu álbum mais proeminente, Faye Wong chegou a número 14 nas tabelas Oricon japonesas.
No mesmo ano, Faye participa na série de televisão japonesa Usokoi, lançando um single com o tema da série cantado em japonês, intitulado Separate Ways. Ainda em 2001 dá novamente um concerto no Buddokan, Tóquio, que é depois lançado em DVD. Em 2002 grava uma música para o filme Herói, de Zhang Yimou, e uma recitação de um sutra budista. Para além disso, protagoniza Chinese Odyssey, uma comédia musical produzida por Wong Kar-Wai, que parodia os filmes épicos chineses.
Em 2003 Faye Wong começa a filmar Leaving Me Loving You, de Leon Lai, e a gravar 13 músicas para o seu novo álbum To Love, que é lançado em Novembro de 2003, agora sob a companhia discográfica Sony. Ela escreve a letra para três faixas, assim como a composição de uma música, Leave Nothing. Contra todas as previsões, este acabaria por ser o seu último álbum até à data.
Entre 20 e 27 de Dezembro do mesmo ano, Faye dá uma série de 7 concertos no Coliseu de Hong Kong, cujo visual foi marcado pelo uso de um sapato invertido na cabeça, com uma pena saindo do salto e por estranhas pinturas à volta dos olhos.
Em 2004, continua a sua tourné pela Ásia, termina as filmagens de 2046 e é agraciada com o prémio de Melhor Artista Feminina no Golden Medoly Awards, depois de ter sido nomeada várias vezes. O seu discurso de aceitação foi bastante controverso, pois Faye disse apenas: Eu sei que consigo cantar; sendo assim, confirmo a decisão dos juízes. Ainda em 2004, Faye Wong é fotografada para os catálogos de Outono-Inverno e Primavera-Verão do estilista Baleno, projecto começado já em 2003 e que continuará até 2005, ano em que se torna porta-voz da Jovell e aparece nos seus anúncios.

### Pausa ou fim de carreira?
Em 2005, depois de uma relação atribulada com o cantor de Hong Kong, Nicolas Tse, Faye Wong começa a namorar com o actor chinês Li Yapeng, com o qual acaba por casar no mesmo ano. Pouco depois, a manager de Faye anuncia publicamente que Faye poderia retirar-se da indústria da música. Mais tarde no mesmo ano, o agente de Faye confirmou a sua gravidez e em Maio de 2006 nasce a sua segunda filha, Li Yan. A 12 de Agosto é publicamente anunciado pelo marido de Faye que a filha do casal tinha nascido com uma deficiência congénita, denominada lábio leporino. Pela gravidade da doença, o casal decidiu procurar tratamento médico nos EUA, já que a cirurgia necessária não estava disponível na China. Faye e Li Yapeng decidem então estabelecer a Fundação Smileangel, com o intuito de assistir outras crianças na mesma situação.
Em Dezembro de 2006, Faye Wong faz a sua primeira aparição pública desde 2005, no baile de inauguração da fundação. Ela optou por não falar ou cantar, mas a sua nova composição Cheerful Angel abriu o evento como tema oficial. No segundo baile anual para arrecadação de fundos, em Dezembro de 2007, Faye Wong mencionou aos repórteres que não iria retomar a sua carreira em 2008, mas que depois iria reconsiderar o seu regresso.

## Discografia

### Álbuns oficiais
- [2015.11] Be Perfunctory 敷衍 (Fū Yǎn)
- [2003.11] To Love 將愛 (Jiāng Ài)
- [2001.10] Faye Wong 王菲 (Wáng Fēi)
- [2000.10] 'Fable' 寓言 (Yù Yán)
- [1999.09] Only Love Strangers 只愛陌生人 (Zhǐ Ài Mò Shēng Rén)
- [1998.10] Scenic Tour	唱遊 (Chàng Yóu)
- [1997.09] Faye Wong 王菲 (Wáng Fēi)
- [1996.07] Restless 浮躁 (Fú Zào)
- [1995.12] Di-Dar
- [1995.07] Decadent Sounds of Faye 菲靡靡之音 (Fēi Mǐ Mǐ Zhī Yīn)
- [1994.12] Ingratiate Oneself 討好自己 (Tou Hou Zi Gei)
- [1994.11] Sky 天空 (Tiān Kōng)
- [1994.06] Random Thoughts 胡思亂想 (Wu Si Lyun Soeng)
- [1994.04] Mystery 迷 (Mí)
- [1993.09] 100,000 Whys 十萬個為什麼？ (Sap Maan Go Wai Sam Mo)
- [1993.02] No Regrets 執迷不悔 (Zap Mai Bat Fui)
- [1992.08] Coming Home
- [1990.12] You're The Only One
- [1990.06] Everything
- [1989.11] Shirley Wong 王靖雯 (Wong Zing Man)

### Álbuns não oficiais
- [1989]	The Longing for Home
- [1987] Faye Wong Collection
- [1985] Where Does the Wind Come From? 風從哪裡來 (Fēng Cóng Nă Lĭ Lái)

### EP's
- [2001.07] Separate Ways
- [1997.05[ Help Yourself 自便 (Zi Bian)
- [1997.02] Toy 玩具 (Wun Geoi)
- [1995.09] One Person, Two Roles 一人分飾兩角 (Jat Jan Fan Sik Loeng Gok)
- [1994.05] Faye Disc
- [1993.12] Like Wind 如風 Autumn Version